# Eliminatórias da Copa do Mundo FIFA de 2002 - Repescagem CONMEBOL/OFC
| 20 de Novembro de 2001 | Austrália         | 1 – 0    | Uruguai | Melbourne Cricket Ground, Melbourne      |
| 20:15                  | Muscat 78' (pen.) | (Report) |         | Público: 84,656 Árbitro: Cesari (Itália) |

| 25 de Novembro de 2001 | Uruguai                     | 3 – 0    | Austrália | Estadio Centenario, Montevideo         |
| 16:00                  | Silva 14' · Morales 70' 90' | (Report) |           | Público: 62,000 Árbitro: Bujsaim (EAU) |

- No placar agregado de 3-1, o Uruguai se classificou para a Copa do Mundo.